# Liste der Baudenkmale in Wulften (Badbergen)
In der Liste der Baudenkmale in Wulften sind die Baudenkmale der niedersächsischen Ortschaft Wulften der Gemeinde Badbergen aufgelistet. Die übrigen Ortsteile sind in eigenständigen Listen aufgeführt.
Die Quelle der Baudenkmale ist der Denkmalatlas Niedersachsen. Der Stand der Liste ist der 10. Dezember 2024.

## Allgemein
In den Spalten befinden sich folgende Informationen:
- Lage: die Adresse des Baudenkmales und die geographischen Koordinaten. Kartenansicht, um Koordinaten zu setzen. In der Kartenansicht sind Baudenkmale ohne Koordinaten mit einem roten Marker dargestellt und können in der Karte gesetzt werden. Baudenkmale ohne Bild sind mit einem blauen Marker gekennzeichnet, Baudenkmale mit Bild mit einem grünen Marker.
- Bezeichnung: Bezeichnung des Baudenkmales
- Beschreibung: die Beschreibung des Baudenkmales. Unter § 3 Abs. 2 NDSchG werden Einzeldenkmale und unter § 3 Abs. 3 NDSchG Gruppen baulicher Anlagen und deren Bestandteile ausgewiesen.
- ID: die Objekt-ID des Baudenkmales
- Bild: ein Bild des Baudenkmales, ggf. zusätzlich mit einem Link zu weiteren Fotos des Baudenkmals im Medienarchiv Wikimedia Commons. Wenn man auf das Kamerasymbol klickt, können Fotos zu Baudenkmalen aus dieser Liste hochgeladen werden:

## Wulften

### Gruppe: Hof Lindemann
Die Gruppe „Hof Lindemann“ ist eine mehrseitige Hofanlage unter einem hohen Baumbestand. Die Gruppe hat die ID 45269227.

| Lage                                            | Bezeichnung              | Beschreibung | ID       | Bild |
| ----------------------------------------------- | ------------------------ | --- | -------- | ---- |
| Dinklager Straße 19 52° 38′ 17″ N, 7° 59′ 22″ O | Wohn-/Wirtschaftsgebäude | Das Zweiständer-Hallenhaus wurde 1749 unter einem Satteldach errichtet. Der Wirtschaftsgiebel kragt dreifach, der Wohngiebel zweifach vor.                                                                          | 45269247 | BW   |
| Dinklager Straße 19 52° 38′ 18″ N, 7° 59′ 24″ O | Scheune                  | Die Fachwerkscheune mit vier Querdurchfahrten wurde 1904 unter einem Satteldach errichtet. Beide Giebel kragen jeweils dreifach vor.                                                                                | 45269333 | BW   |
| Dinklager Straße 19 52° 38′ 18″ N, 7° 59′ 24″ O | Scheune                  | Die Fachwerkscheune mit vier Querdurchfahrten wurde 1904 unter einem Satteldach errichtet. Beide Giebel kragten jeweils dreifach vor. Das Gebäude wurde 1985 abgebrochen und aus dem Denkmalverzeichnis gestrichen. | 45269333 | BW   |
| Dinklager Straße 19 52° 38′ 17″ N, 7° 59′ 23″ O | Stall                    | Der Fachwerkstall steht unter einem Satteldach. | 45269296 | BW   |
| Dinklager Straße 19 52° 38′ 16″ N, 7° 59′ 21″ O | Backhaus                 | Das eingeschossige Fachwerkgebäude wurde im 19. Jahrhundert unter einem Satteldach errichtet. | 45269271 | BW   |
| Dinklager Straße 19 52° 38′ 17″ N, 7° 59′ 24″ O | Wagenschauer/Remise      | Das Fachwerkgebäude mit sechs Quereinfahrten steht unter einem Satteldach. | 45269315 | BW   |

### Gruppe: Hof Sudhaus-Middenhof, ehemals Sähnke
Die Gruppe „Hof Sudhaus-Middenhof, ehemals Sähnke“ ist eine mehrseitige Hofanlage unter einem hohen Baumbestand. Die Gruppe hat die ID 45269580.

| Lage                                    | Bezeichnung         | Beschreibung | ID       | Bild |
| --------------------------------------- | ------------------- | --- | -------- | ---- |
| Osteresch 4 52° 38′ 27″ N, 7° 59′ 48″ O | Wohnhaus            | Das anderthalbgeschossige massive Backsteingebäude mit traufseitigem Mittelrisalit wurde 1891 errichtet.                  | 45269596 | BW   |
| Osteresch 4 52° 38′ 27″ N, 7° 59′ 50″ O | Scheune             | Die Fachwerkscheune mit drei Querdurchfahrten wurde 1852 errichtet und 1934 umgebaut.                                     | 45269619 | BW   |
| Osteresch 4 52° 38′ 28″ N, 7° 59′ 50″ O | Scheune             | Die Fachwerkscheune mit einer Quereinfahrt wurde 1891 unter einem Satteldach errichtet. Beide Giebel kragen zweifach vor. | 45269639 | BW   |
| Osteresch 4 52° 38′ 28″ N, 7° 59′ 49″ O | Stall               | Der Fachwerkstall mit einem Zwerchgiebel und einer Quereinfahrt steht unter einem Satteldach.                             | 45272997 | BW   |
| Osteresch 4 52° 38′ 29″ N, 7° 59′ 49″ O | Stall               | Der Fachwerkstall mit einem Zwerchgiebel steht unter einem Satteldach. Beide Giebel kragen zweifach vor.                  | 45273046 | BW   |
| Osteresch 4 52° 38′ 28″ N, 7° 59′ 52″ O | Stall               | Nach Osten befindet sich ein weiterer großer Stall auf der Hofanlage-                                                     | 45273086 | BW   |
| Osteresch 4 52° 38′ 28″ N, 7° 59′ 52″ O | Stall               | Nach Osten befindet sich ein weiterer großer Stall auf der Hofanlage-                                                     | 45273086 | BW   |
| Osteresch 4 52° 38′ 29″ N, 7° 59′ 49″ O | Stall               | 1956 wurde der massive Stall aus Backstein errichtet.                                                                     | 45273129 | BW   |
| Osteresch 4 52° 38′ 30″ N, 7° 59′ 51″ O | Wagenschauer/Remise | Das massive Backsteingebäude ist traufseitig zum Hof offen.                                                               | 45273154 | BW   |
| Osteresch 4 52° 38′ 28″ N, 7° 59′ 48″ O | Nebengebäude        | Der Fachwerkschuppen steht unter einem Satteldach. Beide Giebel kragen zweifach vor.                                      | 45273110 | BW   |
| Osteresch 4 52° 38′ 29″ N, 7° 59′ 50″ O | Nebengebäude        | Der Fachwerkschuppen steht unter einem Satteldach. Beide Giebel kragen zweifach vor.                                      | 45273196 | BW   |

### Gruppe: Hof Berner, ehemals Wohnunger
Die Gruppe „Hof Berner, ehemals Wohnunger“ ist eine mehrseitige Hofanlage mit einem typischen Artländer Garten und unter einem hohen Baumbestand. Die Gruppe hat die ID 45295512.

| Lage                                       | Bezeichnung              | Beschreibung | ID       | Bild |
| ------------------------------------------ | ------------------------ | --- | -------- | ---- |
| Wohnungers Weg 5 52° 38′ 12″ N, 8° 0′ 5″ O | Wohn-/Wirtschaftsgebäude | Das Zweiständer-Hallenhaus wurde 1750/1751 unter einem Satteldach errichtet. Der Wirtschaftsgiebel kragt vierfach, der Wohngiebel dreifach vor.              | 45295525 |      |
| Wohnungers Weg 5 52° 38′ 12″ N, 8° 0′ 2″ O | Scheune                  | Die Fachwerkscheune mit zwei Querdurchfahrten aus dem 18. Jahrhundert steht unter einem Satteldach. Der eine Giebel kragt dreifach, der andere zweifach vor. | 45295550 | BW   |
| Wohnungers Weg 5 52° 38′ 13″ N, 8° 0′ 4″ O | Stall                    | Der Fachwerkstall wurde unter einem Satteldach errichtet und 1968 renoviert.                                                                                 | 45295550 | BW   |
| Wohnungers Weg 5 52° 38′ 12″ N, 8° 0′ 3″ O | Stall                    | Der Fachwerkstall wurde unter einem Satteldach errichtet. | 45295592 | BW   |
| Wohnungers Weg 5 52° 38′ 11″ N, 8° 0′ 5″ O | Garten                   | Der Garten wurde ab 1900 von Heinrich Berner angelegt. Eibenhecken und Buchsbäume säumen den Garten und die Wege. 1924 erfolgte eine Erweiterung.            | 47620869 |      |

### Gruppe: Hof Gervesmann
Die Gruppe „Hof Gervesmann“ ist eine mehrseitige Hofanlage unter einem hohen Baumbestand. Die Gruppe hat die ID 45295930.

| Lage                                         | Bezeichnung              | Beschreibung | ID       | Bild |
| -------------------------------------------- | ------------------------ | --- | -------- | ---- |
| Wulfter Straße 1 52° 38′ 26″ N, 7° 59′ 8″ O  | Wohn-/Wirtschaftsgebäude | Das massive 1888 errichtete Backsteingebäude ähnelt einem Hallenhaus und steht unter einem Satteldach.                              | 45295953 | BW   |
| Wulfter Straße 1 52° 38′ 27″ N, 7° 59′ 10″ O | Scheune                  | Die Fachwerkscheune steht unter einem Satteldach.                                                                                   | 45296310 | BW   |
| Wulfter Straße 1 52° 38′ 26″ N, 7° 59′ 9″ O  | Scheune                  | Die Fachwerkscheune steht unter einem Satteldach. Beide Giebel kragen zweifach vor.                                                 | 45296329 | BW   |
| Wulfter Straße 1 52° 38′ 28″ N, 7° 59′ 8″ O  | Stall                    | Der Stall aus Backstein zeigt einen traufständigen Zwerchgiebel.                                                                    | 45296342 | BW   |
| Wulfter Straße 1 52° 38′ 26″ N, 7° 59′ 9″ O  | Stall                    | An das Hauptgebäude ist der massive Stallanbau aus Backstein errichtet.                                                             | 45296414 | BW   |
| Wulfter Straße 1 52° 38′ 27″ N, 7° 59′ 7″ O  | Speicher                 | Der zweigeschossige Fachwerkspeicher wurde 1698 unter einem Satteldach errichtet. Beide Giebel kragen zweifach vor.                 | 45295972 | BW   |
| Wulfter Straße 1 52° 38′ 26″ N, 7° 59′ 10″ O | Wagenschauer/Remise      | Der Wagenschauer in Fachwerkbauweise mit seinen traufseitigen Quereinfahrten zeigt mittig einen Zwerchgiebel mit der Tordurchfahrt. | 45296089 | BW   |
| Wulfter Straße 1 52° 38′ 26″ N, 7° 59′ 11″ O | Nebengebäude             | Der massive Schuppen aus Backstein steht unter einem asymmetrischen Satteldach.                                                     | 45296371 | BW   |

### Gruppe: Hof Nehrenhaus (ehemals Helmert)
Die Gruppe „Hof Nehrenhaus (ehemals Helmert)“ ist eine Hofanlage unter einem hohen Baumbestand. Die Gruppe hat die ID 45297169.

| Lage                                         | Bezeichnung              | Beschreibung | ID       | Bild |
| -------------------------------------------- | ------------------------ | --- | -------- | ---- |
| Wulfter Straße 2 52° 38′ 17″ N, 7° 59′ 12″ O | Wohn-/Wirtschaftsgebäude | Das Zweiständer-Hallenhaus wurde 1802 unter einem Satteldach errichtet. Der Wirtschaftsgiebel kragt dreifach, der Wohngiebel zweifach vor. | 45297446 | BW   |
| Wulfter Straße 2 52° 38′ 17″ N, 7° 59′ 14″ O | Scheune                  | Die Scheune ist als massiver Backsteinbau mit zwei Querdurchfahrten errichtet worden. | 45297480 | BW   |
| Wulfter Straße 2 52° 38′ 15″ N, 7° 59′ 15″ O | Speicher                 | Der anderthalbgeschossige Fachwerkspeicher wurde 1743 unter einem Satteldach auf dem Hof Meeßmann errichtet und 1925 hierher transloziert. 1977 wurde das Gebäude abgebrochen und an einen unbekannten Ort verkauft. 2017 wurde das Gebäude aus dem Denkmalverzeichnis gestrichen. | 45800837 | BW   |
| Wulfter Straße 2 52° 38′ 16″ N, 7° 59′ 13″ O | Wagenschauer/Remise      | Das Fachwerkgebäude mit fünf Quereinfahrten steht unter einem Satteldach. Beide Giebel kragen zweifach vor. | 45297501 | BW   |
| Wulfter Straße 2 52° 38′ 17″ N, 7° 59′ 14″ O | Wagenschauer/Remise      | Das Fachwerkgebäude steht unter einem Pultdach. | 45297522 | BW   |
| Wulfter Straße 2 52° 38′ 15″ N, 7° 59′ 15″ O | Nebengebäude             | Das Fachwerkgebäude stand unter einem Pultdach und wurde mit dem Speicher 1977 abgebrochen und 2017 aus dem Denkmalverzeichnis entfernt. | 45800875 | BW   |

### Gruppe: Hof Mengert
Die Gruppe „Hof Mengert“ ist eine mehrseitige, geschlossene Hofanlage unter einem hohen Baumbestand. Die Gruppe hat die ID 45297196.

| Lage                                        | Bezeichnung              | Beschreibung | ID       | Bild |
| ------------------------------------------- | ------------------------ | --- | -------- | ---- |
| Wulfter Straße 3 52° 38′ 14″ N, 7° 59′ 8″ O | Wohn-/Wirtschaftsgebäude | Das Vierständer-Hallenhaus wurde aus einem Zweiständer-Hallenhaus von 1767 unter einem Satteldach errichtet. Wohn- und Wirtschaftsgiebel kragen jeweils dreifach vor. | 45303613 | BW   |
| Wulfter Straße 3 52° 38′ 12″ N, 7° 59′ 8″ O | Scheune                  | Die Fachwerkscheune mit zwei Querdurchfahrten steht unter einem Satteldach.                                                                                           | 45303704 | BW   |
| Wulfter Straße 3 52° 38′ 13″ N, 7° 59′ 8″ O | Stall                    | Der Fachwerkstall steht unter einem Satteldach. | 45303667 | BW   |
| Wulfter Straße 3 52° 38′ 13″ N, 7° 59′ 7″ O | Wagenschauer/Remise      | Der Wagenschauer ist als Fachwerkkonstruktion unter einem Satteldach errichtet. Beide Giebel kragen zweifach vor.                                                     | 45303631 | BW   |
| Wulfter Straße 3 52° 38′ 15″ N, 7° 59′ 7″ O | Nebengebäude             | Der Fachwerkschuppen steht unter einem Satteldach. | 45303650 | BW   |

### Gruppe: Hof Roeßmann
Die Gruppe „Hof Roeßmann“ ist eine mehrseitige Hofanlage unter einem hohen Baumbestand. Die Gruppe hat die ID 45297326.

| Lage                                        | Bezeichnung              | Beschreibung | ID       | Bild |
| ------------------------------------------- | ------------------------ | --- | -------- | ---- |
| Wulfter Straße 6 52° 38′ 17″ N, 7° 59′ 6″ O | Wohn-/Wirtschaftsgebäude | Das Zweiständer-Hallenhaus wurde 1703 unter einem Satteldach errichtet und 1753 erweitert. Wohn- und Wirtschaftsgiebel kragen jeweils zweifach vor. | 45304718 | BW   |
| Wulfter Straße 6 52° 38′ 18″ N, 7° 59′ 7″ O | Scheune                  | Die Fachwerkscheune mit zwei Querdurchfahrten steht unter einem Satteldach. Beide Giebel kragen jeweils zweifach vor.                               | 45304739 | BW   |
| Wulfter Straße 6 52° 38′ 18″ N, 7° 59′ 6″ O | Stall                    | Der Fachwerkstall ist mit einem Wagenschauer verbunden. Beide Giebel kragen vor.                                                                    | 45304808 | BW   |
| Wulfter Straße 6 52° 38′ 17″ N, 7° 59′ 6″ O | Stall                    | Der Fachwerkstall steht unter einem Satteldach. | 45304834 | BW   |
| Wulfter Straße 6 52° 38′ 18″ N, 7° 59′ 5″ O | Speicher                 | Das zweigeschossige Fachwerkgebäude wurde 1755 unter einem Satteldach errichtet und 1853 erneuert. Beide Geibel kragen zweifach vor.                | 45304761 | BW   |
| Wulfter Straße 6 52° 38′ 18″ N, 7° 59′ 3″ O | Backhaus                 | Das eingeschossige Fachwerkgebäude wurde im 18. Jahrhundert unter einem Satteldach errichtet. Der Backofen wurde entfernt.                          | 45304761 | BW   |
| Wulfter Straße 6 52° 38′ 17″ N, 7° 59′ 7″ O | Wagenschauer/Remise      | Der Wagenschauer ist als Fachwerkkonstruktion ausgeführt.                                                                                           | 45304857 | BW   |
| Wulfter Straße 6 52° 38′ 17″ N, 7° 59′ 8″ O | Wagenschauer/Remise      | Der Wagenschauer mit Scheune wurde 1811 unter einem Satteldach errichtet.                                                                           | 45304874 | BW   |
| Wulfter Straße 6 52° 38′ 16″ N, 7° 59′ 4″ O | Nebengebäude             | Der Fachwerkschuppen steht unter einem Satteldach.                                                                                                  | 45304897 | BW   |

### Einzeldenkmale
| Lage                                                | Bezeichnung              | Beschreibung | ID       | Bild |
| --------------------------------------------------- | ------------------------ | --- | -------- | ---- |
| Auf dem Kamp 14 52° 39′ 12″ N, 7° 59′ 50″ O         | Wohn-/Wirtschaftsgebäude | Das Zweiständer-Hallenhaus wurde 1818 auf dem Hof Naber (ehemals Große Vennhage) unter einem Satteldach errichtet. Der Wirtschaftsgiebel kragt dreifach, der Wohngiebel zweifach vor.                                             | 45257533 | BW   |
| Auf dem Kamp 18 52° 38′ 59″ N, 7° 59′ 32″ O         | Wohn-/Wirtschaftsgebäude | Das Zweiständer-Hallenhaus wurde 1688 unter einem Satteldach auf dem Hof Möhlenkamp (später Heuerhaus zum Hof Gast) errichtet und im 19. Jahrhundert umgebaut. Der Wirtschaftsgiebel kragt dreifach, der Wohngiebel zweifach vor. | 45257585 | BW   |
| Grahlkamp 9 52° 38′ 19″ N, 7° 59′ 44″ O             | Speicher                 | Der zweigeschossige Fachwerkspeicher wurde 1767 auf dem Hof Grahlmann unter einem Satteldach errichtet. | 45269504 | BW   |
| Osteresch 10 52° 38′ 23″ N, 7° 59′ 41″ O            | Wohn-/Wirtschaftsgebäude | Das Vierständer-Hallenhaus wurde 1813 unter einem Satteldach auf dem Hof Flatemersch, ehemals Havighorst, errichtet. Der Wirtschaftsgiebel kragt dreifach, der Wohngiebel zweifach vor.                                           | 45273735 | BW   |
| Wulfter Straße 15a, 15b 52° 38′ 24″ N, 7° 59′ 14″ O | Wohn-/Wirtschaftsgebäude | Das Zweiständer-Hallenhaus wurde 1813 als Heuerhaus für den Hof Gervesmann unter einem Satteldach errichtet. | 45297087 | BW   |
| Wulfter Straße 17 52° 38′ 19″ N, 7° 59′ 11″ O       | Wohn-/Wirtschaftsgebäude | Das Zweiständer-Hallenhaus wurde 1813 als Heuerhaus für den Hof Roeßmann unter einem Halbwalmdach errichtet. | 45297120 | BW   |

### Ehemalige Baudenkmale
| Lage                                        | Bezeichnung | Beschreibung | ID       | Bild |
| ------------------------------------------- | ----------- | --- | -------- | ---- |
| Auf dem Kamp 13 52° 38′ 54″ N, 7° 59′ 31″ O | Hofanlage   | Die Hofanlage Gast besteht aus einem Wohnhaus von 1875, einer Scheune, einem Wagenschauer mit Stall sowie zwei Schuppen. Wegen der Veränderungen wurde die Anlage ab 1986 nicht mehr im Denkmalverzeichnis geführt. | 45297388 | BW   |